# Robert Leighton
Robert Leighton (Londra, ...) è un montatore britannico.

## Biografia
Dopo essersi trasferito con la propria famiglia dal Regno Unito in America nel 1975, intraprende l'attività di montatore cinematografico nel 1980. Celebre per essersi occupato del montaggio di quasi tutte le pellicole di Rob Reiner – tra cui Harry, ti presento Sally... (1989) e Misery non deve morire (1990) – a partire da This Is Spinal Tap (1984), per Codice d'onore (1992) fu candidato all'Oscar per il miglior montaggio. Leighton curò anche il montaggio di tutte le pellicole dirette da Christopher Guest tra il 2000 e il 2013, mentre per Nancy Meyers editò nel 2015 Lo stagista inaspettato.